# 苏腊马都大桥
苏腊马都大桥，又称马都拉海峡大桥、泗水-马都拉海峡大桥，是马都拉海峡上的一座斜拉桥，为印度尼西亚第一长桥，连通爪哇岛上的巨港苏腊巴亚和马都拉岛。
苏腊马都大桥连同引桥和连线道路全长18.5公里，其中跨越海峡部分长5438米，双向四车道，主桥跨度434米，主塔高140.62米。桥梁造价1.958亿美元。
该桥是中华人民共和国政府向印度尼西亚提供的援建项目之一。2001年，中国总理朱镕基在访问印度尼西亚时同印尼总统梅加瓦蒂会谈时，承诺中国将参与印尼桥梁项目建设。后在多次互相考察后，中国和印尼方面达成协议，准备在巴厘岛和爪哇岛之间的巴厘海峡上架设大桥。
2002年底，巴厘岛遭受恐怖爆炸袭击，海峡大桥项目受此影响被取消。中国和印尼两国转而研讨在马都拉海峡上架设大桥的可能性。2004年，两国达成协议，中国向印度尼西亚提供4亿美元的优惠贷款作为大桥建设资金，中国路桥（集团）总公司和中国港湾建设总公司承建大桥。由于受到2004年印度洋海啸的影响，工程在2005年11月19日方才正式开工，计划于2008年年底建成，直到2009年6月10日正式開通。